# Epilobium brevisquamatum
Epilobium brevisquamatum är en dunörtsväxtart som beskrevs av John Earle Raven. Epilobium brevisquamatum ingår i släktet dunörter, och familjen dunörtsväxter. Inga underarter finns listade i Catalogue of Life.